# Woudendepartement
Het Woudendepartement (Frans: Département des Forêts, Duits: Departement der Wälder) was een Frans departement in de Nederlanden. Later werd het verspreid over België, Luxemburg en Duitsland. Het werd gevormd bij de annexatie van de Zuidelijke Nederlanden en de westelijke Rijnoever in 1795. Voordien bestond het gebied uit het hertogdom Luxemburg, de republiek Bouillon en het graafschap Vianden.
De hoofdstad was Luxemburg. Na de nederlaag van Napoleon werd het opnieuw een zelfstandig (groot)hertogdom, op de huidige Duitse gebieden na. Dit staatje maakte deel uit van de Duitse Bond. Koning Willem I der Nederlanden werd groothertog en door die personele unie werd het feitelijk een deel van het Verenigd Koninkrijk der Nederlanden.
Het departement was ingedeeld in de volgende arrondissementen en de volgende kantons (situatie in 1812):
- Luxemburg, kantons: Luxemburg, Aarlen, Bettembourg, Betzdorf, Grevenmacher, Mersch, Messancy en Remich (Aarlen en Messancy nu in België, de andere kantons in Luxemburg).

- Bitburg, kantons: Bitburg, Arzfeld, Dudeldorf, Echternach en Neuerburg (Echternach nu in Luxemburg, de andere kantons in Duitsland).

- Diekirch, kantons: Diekirch, Clervaux, Ospern, Vianden en Wiltz (alle in Luxemburg).

- Neufchâteau, kantons: Neufchâteau, Bastenaken, Etalle, Fauvillers, Florenville, Houffalize, Paliseul, Sibret en Virton (alle in België).

Deux-Nèthes · Dyle · Escaut · Forêts · Jemappes · Lys · Meuse-Inférieure · Ourthe · Sambre-et-Meuse
- Virtual International Authority File: 197356047